# おひさま【はじめのいっぽ】First Steps
『おひさま 【はじめのいっぽ】First Steps』は、児童向けの日本語教科書。正式名称は『おひさま［はじめのいっぽ］子どものための日本語』。2018年4月くろしお出版より刊行された。

## 概要
著者はオランダ在住の山本絵美（ライデン大学日本語学科講師・マルチリンガル教育専門家）、上野淳子（日本語講師）、米良好恵（起業家）である。当初は、子ども向け日本語教室で使用するため作成した本であったが、インターネットで紹介したところ世界中から問い合わせが殺到し、2015年に国際交流基金の助成金を経て最初の試用版を出す。そして2016年くろしお出版による第二の試用版（無料配布）が作成され、日本語講師・保護者からのフィードバックを反映した上で2018年に出版に至った。
子ども向けの日本語教科書としては珍しく「せかいのくに」、「きょうりゅう」、「むかしばなし」など章ごとに扱うテーマは多岐に渡る。また、日本人だけではなく様々な国籍の人々を登場させ、各国の文化や言語にも触れるなど、国際感覚を養う内容となっている。さらに家族の多様性に配慮しシングルマザーの家庭も登場させたり、女性の医師など性別で役割を規定する固定観念の解消につなげる工夫もなされている。モンドリアンやフェルメールをはじめとする世界の名画や音楽を紹介し、芸術に対する感性も育てられる点も注目されている。
「いきもの」、「かんきょう」、「うちゅう」といった専門章は、東京大学や神戸大学の教員が監修している。
販売前よりamazonにて「日本語本予約ランキング」で、また販売直後は「日本語新着本ランキング」でそれぞれ１位を獲得した。同年、海外子女教育振興財団の推薦図書に指定され、発売半年で重版となった。２０２２年の段階で売り上げ本数１０、０００冊を突破している。
海外だけではなく日本国内でもアメリカ海軍横須賀基地のエレメンタリー・スクールなどで日本語を学ぶ教科書として幅広く使用されている。